# Lavoisiera harleyi
Lavoisiera harleyi är en tvåhjärtbladig växtart som beskrevs av John Julius Wurdack. Lavoisiera harleyi ingår i släktet Lavoisiera och familjen Melastomataceae. Inga underarter finns listade i Catalogue of Life.